# 光蒸発
光蒸発 (ひかりじょうはつ、英: photoevaporation) は、高エネルギーの輻射がガスを電離し、電離源から離れて散逸させる過程のことを指す。これは典型的には、高温の恒星からの紫外線放射が、分子雲や原始惑星系円盤、惑星大気に作用することによって発生する。

## 分子雲

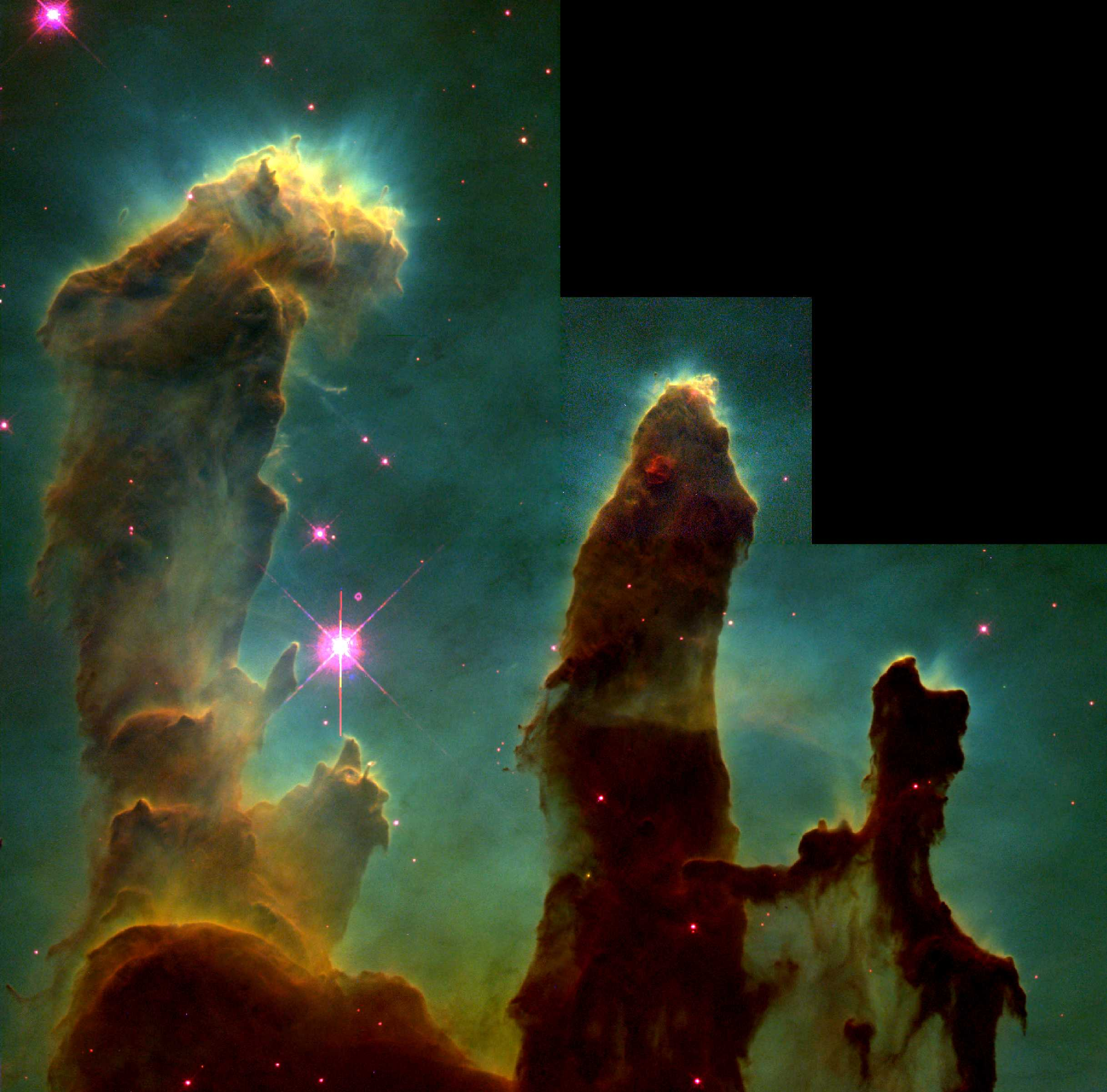
わし星雲の「創造の柱」も光蒸発を起こしている。

天体物理学における光蒸発の最も明白な兆候の一つは、明るい恒星がその内部で生まれる際の分子雲の侵食構造に見られる。ハッブル宇宙望遠鏡を用いたわし星雲のHII領域の観測では、高密度な分子雲とHII領域の境界における形態や成層した電離構造は、光蒸発によって駆動される流れの光電離の観点からよく説明されることが分かっている。

## 蒸発するガス状グロビュール
蒸発するガス状グロビュール (英: Evaporating gaseous globules, EGGs) はわし星雲で初めて発見された。これらの小さい彗星のような形状のグロビュールは近傍の星団中の恒星による光蒸発を起こしている。EGGs は星形成がまさに進行している場所である。

## 惑星と大気
惑星は、自身の大気やその一部を高エネルギーの光子やその他の電磁放射によって剥ぎ取られる場合がある。光子が大気中の分子と相互作用を起こすと、分子は加速され大気の温度は上昇する。もし十分なエネルギーが供給された場合、分子や原子は惑星の脱出速度に到達し、宇宙空間へ「蒸発」しうる。質量数の小さいガスであればあるほど、光子との相互作用によって高速に加速される。したがって水素はもっとも光蒸発による影響を受けやすい気体である。
大気散逸を起こしている太陽系外惑星の例として、HD 209458 b、HD 189733 b、GJ 3470 bなどがある。また、白色矮星 WD J0914+1914 を公転していると思われる蒸発中の惑星からの物質は、白色矮星の周りのガス円盤の成因となっている可能性が指摘されている。

## 原始惑星系円盤

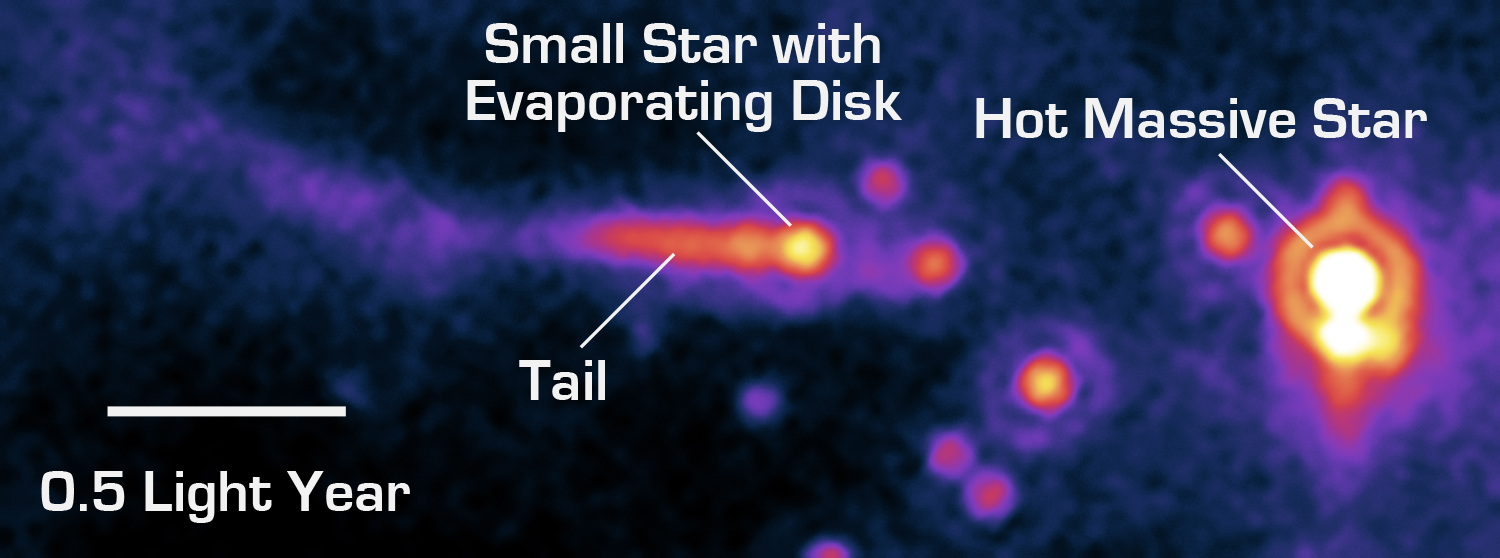
近傍にO型星が存在することによって光蒸発が発生している原始惑星系円盤

原始惑星系円盤は、恒星風、および入射する電磁放射による加熱によって散逸しうる。輻射は円盤中の物質と相互作用して外向きに加速する。この影響は、近傍にO型星やB型星があったり、円盤の中心にある原始星が核融合反応を開始するなどして、十分な輻射強度がある場合のみ顕著となる。
円盤はガスと塵からできている。水素やヘリウムのような軽い元素が大部分を占めるガス成分が主に光蒸発の影響を受けて散逸し、円盤における塵とガスの存在比率が上昇する。光蒸発は、原始惑星系円盤の進化に影響を及ぼす過程の一つである。
中心の恒星からの輻射は降着円盤の粒子を励起する。円盤の照射は、重力半径 ({\displaystyle r_{g}}) として知られている安定性の長さスケールを生じさせる。重力半径の外側では、粒子は円盤の重力から脱出するのに十分な程に励起され、円盤から蒸発する。106 – 107 年経過すると、重力半径における粘性降着率は光蒸発による質量損失率を下回る。そうなると重力半径の周辺で円盤にギャップが形成され、内側円盤は中心星へと降着するか、もしくは重力半径へと拡散して蒸発する。こうして、重力半径まで広がる円盤内側の空洞が形成される。一度円盤内側の空洞が形成されると、外側円盤は非常に急速に消失する。
円盤の重力半径は以下の式で表される。
{\displaystyle r_{g}={\frac {\left(\gamma -1\right)}{2\gamma }}{\frac {GM\mu }{k_{B}T}}\approx 2.15{\frac {\left(M/M_{\odot }\right)}{\left(T/10^{4}\ {\rm {K}}\right)}}\ {\rm {au}}\!}
ここで、{\displaystyle \gamma } は比熱比 (単原子分子ガスの場合 5/3)、{\displaystyle G} は万有引力定数、{\displaystyle M} は中心星の質量、{\displaystyle M_{\odot }} は太陽質量、{\displaystyle \mu } はガスの平均分子量、{\displaystyle k_{B}} はボルツマン定数、{\displaystyle T} はガスの温度、au は天文単位である。
この効果のため、星形成領域における大質量星の存在は若い星状天体の周りの円盤における惑星形成に大きな影響を及ぼすと考えられるが、これが惑星形成の効率を減速するものなのか、あるいは加速するものなのかははっきりとしていない。

### 光蒸発を起こしている円盤の観測例
光蒸発にさらされている原始惑星系円盤が存在する有名な領域はオリオン大星雲である。これらは明るい proplyd と呼ばれ、この用語は原始惑星系円盤の光蒸発を記述するために別の領域でも用いられた。これらはハッブル宇宙望遠鏡によって発見された。オリオン大星雲の中には、トラペジウムの一員であるオリオン座θ1 C によって光蒸発を起こしている惑星質量天体も存在する可能性がある。この発見以降、ハッブル宇宙望遠鏡によるその他の若い星団の観測も行われ、干潟星雲、三裂星雲、NGC 6357、NGC 1977 において明るい光蒸発中の原始惑星系円盤が発見されている。
スピッツァー宇宙望遠鏡の打ち上げ後は、さらなる観測によって NGC 2244 や象の鼻星雲、NGC 2264 にある若い星団中の天体の周囲に、塵を含む彗星の尾のような構造があることが明らかになっている。これらの構造も原始惑星系円盤の光蒸発によって説明できる。また、後に Westerhout 5 という星雲中にも同様の彗星の尾状の構造がスピッツァー宇宙望遠鏡の観測によって発見された。この研究では、尾の寿命は500万年かそれ未満であろうと結論付けられている。同じ構造は NGC 1977 や NGC 6193、コリンダー69星団でも発見されている。
その他の明るい proplyd の候補天体は、セロ・トロロ汎米天文台の 4 m 望遠鏡を用いた観測でイータカリーナ星雲中に、またVLAを用いた観測でいて座A*の近傍に発見されている。ハッブル宇宙望遠鏡を用いたイータカリーナ星雲中の候補天体の追加観測では、この天体は蒸発するガス状グロビュールであることが明らかにされている。
NGC 3603 中の天体は、オリオン大星雲で発見されている明るい proplyd の中間質量版である可能性が提唱されており、後にはくちょう座OB2星団も同様であることが提唱された。